# Danny Miller
Daniel Benedict "Danny" Miller (Stockport, 2 de enero de 1991) es un actor inglés conocido por interpretar a Aaron Livesy en la serie Emmerdale Farm.

## Biografía
Es hijo de Vincent "Vince" Miller y Andrea Miller, tiene dos hermanos Lucy Miller y Paul Miller.
En 2010 Danny comenzó a salir con la actriz Kirsty-Leigh Porter. La pareja terminó en marzo de 2011. Sin embargo, regresaron en junio del mismo año, pero la relación terminó tiempo después.
En enero de 2021, Miller se comprometió con Steph Jones. La pareja anunció en mayo de 2021 que estaban esperando su primer hijo a través de fertilización in vitro. En octubre de 2021 anunciaron el nacimiento de su primer hijo, Albert.

## Carrera
En el 2007 apareció como personaje recurrente en la serie Grange Hill donde dio vida a Kyle Brown.
En el 2008 se unió al elenco de la exitosa serie británica Emmerdale Farm donde interpretó al mecánico gay Aaron Livesy, hasta el 5 de abril de 2012. Anteriormente Aaron fue interpretado por el actor Danny Webb desde el 24 de diciembre de 2003 hasta el 2006. En el 2011 se anunció que Danny dejaría la serie en la primavera del 2012 En abril del 2014 se anunció que Danny regresaría a la serie como Aaron.
En el 2011 concursó en la versión británica del programa Who Wants To Be A Millionaire en el episodio "Soap Stars: Part 1" junto a la actriz Lucy Pargeter. Ese mismo año participó en el concurso All Star Family Fortunes donde jugó con su familia en contra de la cantante Stacey Solomon y su familia.
En el 2013 se unió al elenco principal de la serie de detectives británica Scott & Bailey donde interpreta al detective sargento Rob Waddington, hasta ahora.

## Filmografía

### Series de televisión
| Año                          | Título         | Personaje           | Notas                   |
| ---------------------------- | -------------- | ------------------- | ----------------------- |
| 2008 - 2012, 2014 - presente | Emmerdale Farm | Aaron Livesy        | 917 episodios           |
| 2013 - 2014                  | Scott & Bailey | Sgt. Rob Waddington | 5 episodios             |
| 2014                         | Jamaica Inn    | William             | 3 episodios - miniserie |
| 2013                         | Lightfields    | Tom                 | 5 episodios             |
| 2007                         | Grange Hill    | Kyle Brown          | 8 episodios             |

### Películas
| Año  | Título       | Personaje | Notas                                                                  |
| ---- | ------------ | --------- | ---------------------------------------------------------------------- |
| 2014 | Cruel Summer | Nicholas  | junto a Reece Douglas, Richard Pawulski, Natalie Martins & Grace Dixon |

### Apariciones
| Año  | Programa                      | Notas                               |
| ---- | ----------------------------- | ----------------------------------- |
| 2011 | All Star Family Fortunes      | concursante - episodio # 6.10       |
| 2011 | Who Wants To Be A Millionaire | concursante - junto a Lucy Pargeter |

### Teatro
| Año         | Obra       | Personaje          | Director | Teatro            | Notas                |
| ----------- | ---------- | ------------------ | -------- | ----------------- | -------------------- |
| 2012 - 2013 | Cinderella | Príncipe Encantado | -        | The Grand Theatre | junto a Amy Thompson |

## Premios y nominaciones
| Año  | Categoría                                        | Premio                     | Serie          | Resultado |
| ---- | ------------------------------------------------ | -------------------------- | -------------- | --------- |
| 2017 | Best Actor                                       | Inside Soap Award          | Emmerdale Farm | Ganó      |
| 2017 | Best Partnership (junto a Ryan Hawley)           | Inside Soap Award          | Emmerdale Farm | Nominados |
| 2017 | Best Actor                                       | British Soap Award         | Emmerdale Farm | Nominado  |
| 2016 | Best Actor                                       | Inside Soap Award          | Emmerdale Farm | Nominado  |
| 2016 | Best Partnership (junto a Ryan Hawley)           | Inside Soap Award          | Emmerdale Farm | Ganaron   |
| 2016 | Best Actor                                       | British Soap Award         | Emmerdale Farm | Ganó      |
| 2016 | Best Male Dramatic Performance                   | British Soap Award         | Emmerdale Farm | Ganó      |
| 2016 | Best On-Screen Partnership (junto a Ryan Hawley) | British Soap Award         | Emmerdale Farm | Nominados |
| 2015 | Best Soap Actor                                  | TV Choice Award            | Emmerdale Farm | Ganó      |
| 2012 | Best Actor                                       | British Soap Award         | Emmerdale Farm | Ganó      |
| 2012 | Serial Drama Performance                         | National Television Award  | Emmerdale Farm | Nominado  |
| 2011 | Best Actor                                       | Inside Soap Award          | Emmerdale Farm | Ganó      |
| 2011 | Sexiest Male                                     | Inside Soap Award          | Emmerdale Farm | Nominado  |
| 2011 | Best Dramatic Performance                        | Inside Soap Award          | Emmerdale Farm | Ganó      |
| 2011 | Best Soap Actor                                  | TV Quick & TV Choice Award | Emmerdale Farm | Nominado  |
| 2011 | Most Popular Serial Drama Performance            | National Television Award  | Emmerdale Farm | Ganó      |
| 2011 | Best Actor                                       | British Soap Award         | Emmerdale Farm | Ganó      |
| 2011 | Sexiest Male                                     | British Soap Award         | Emmerdale Farm | Nominado  |
| 2011 | Best Dramatic Performance                        | British Soap Award         | Emmerdale Farm | Nominado  |
| 2011 | Best Actor                                       | All About Soap Award       | Emmerdale Farm | Ganó      |
| 2011 | Best Soap                                        | TV Now Award               | Emmerdale Farm | Nominado  |
| 2010 | TV Newcomer of the Year                          | TV Times Award             | Emmerdale Farm | Ganó      |
| 2010 | Best Soap Actor                                  | TV Quick Award             | Emmerdale Farm | Ganó      |
| 2010 | Best Soap Storyline                              | TV Quick Award             | Emmerdale Farm | Ganó      |
| 2010 | Best Dramatic Performance                        | British Soap Award         | Emmerdale Farm | Nominado  |
| 2010 | Best Storyline                                   | British Soap Award         | Emmerdale Farm | Nominado  |
| 2010 | Best Single Episode                              | British Soap Award         | Emmerdale Farm | Nominado  |